# Ermida de Santo António (Calheta)

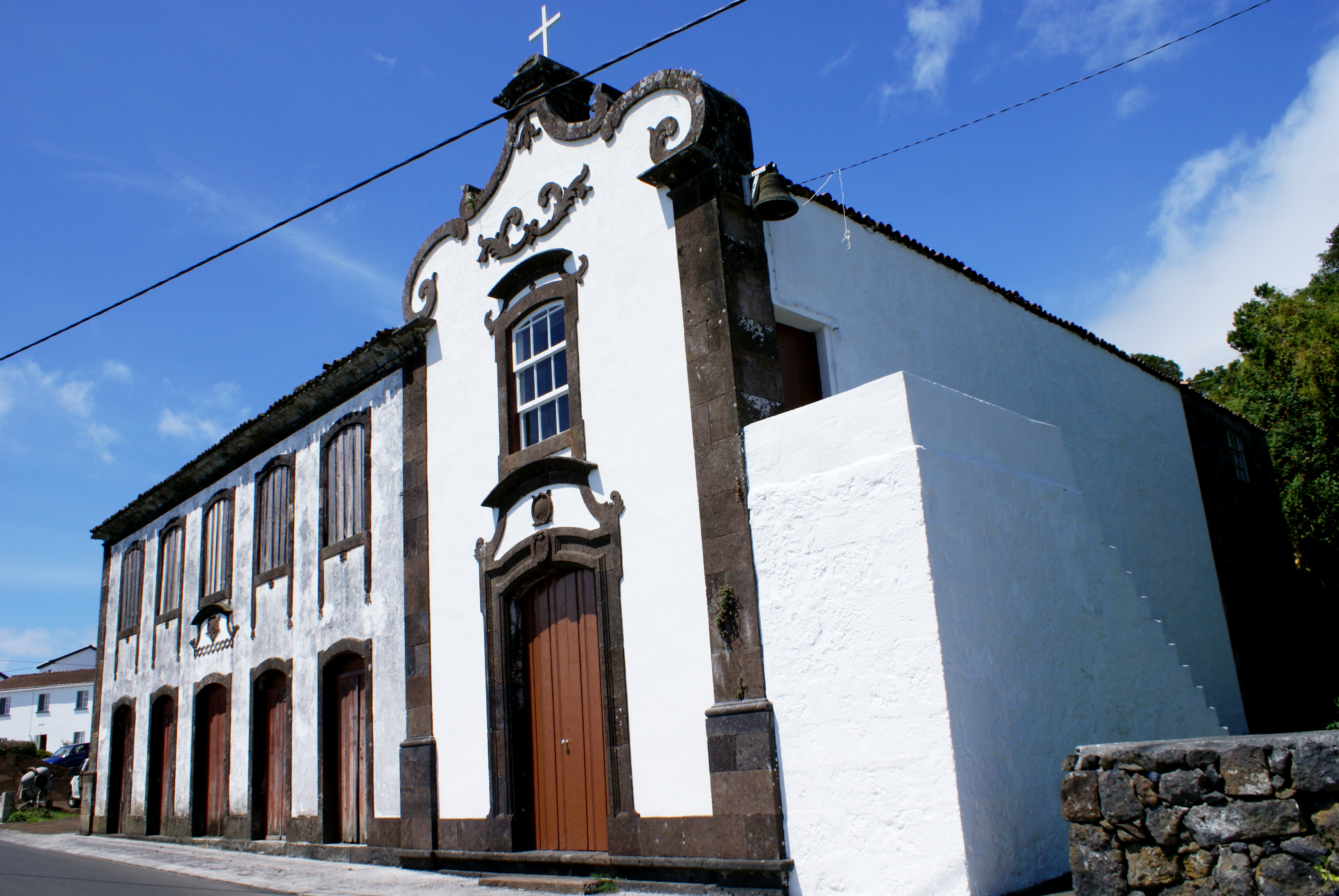
Solar e ermida de Santo António.

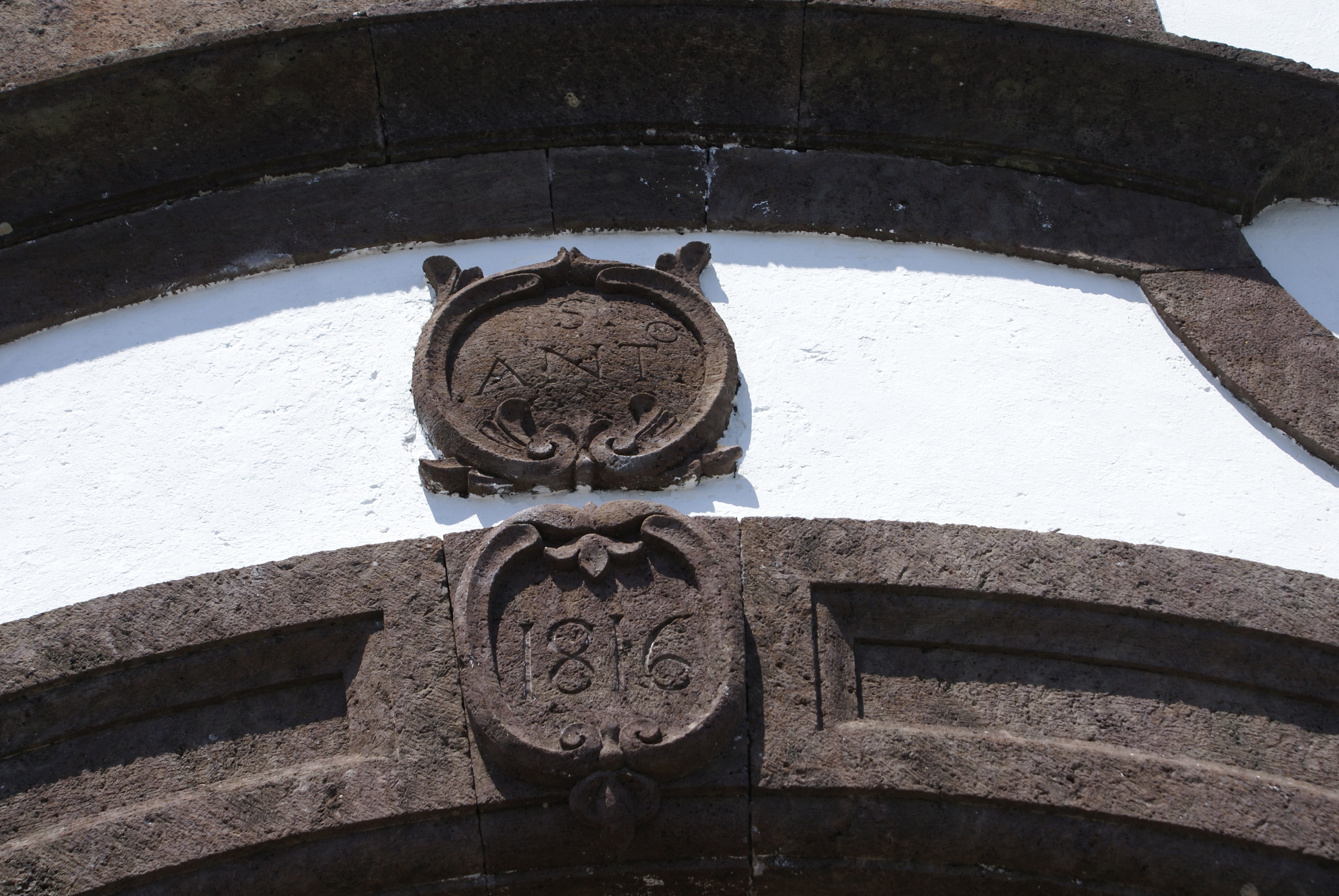
Ermida de Santo António.

A Ermida de Santo António é uma ermida Portuguesa localizada na freguesia da Calheta, no caminho entre este povoado e a freguesia da Ribeira Seca no concelho da Calheta, ilha de São Jorge.
Esta ermida cuja construção recua a 1816 apresenta-se com dois pisos e uma construção sólida em excelente cantaria de basalto negro e encontra-se anexa ao Solar de Santo António.
Sobre a porta de entrada da ermida encontram-se as inscrições Sto. ANT e 1816.